# إنعام الله خان
إنعام الله خان (1912-1997) كان ناشطًا مسلمًا رمزيًا للمؤتمر الإسلامي العالمي، لما يقرب من أربعة عقود ونصف. حصل على جائزة تمبلتون عام 1988. ولد إنعام الله خان في يانغون، بورما، عام 1912. تنحدر عائلته في الأصل من زمانيا، الهند، وهاجر إلى باكستان في عام 1948.